# Togoperla limbata
Togoperla limbata är en bäcksländeart som först beskrevs av Pictet, F.J. 1841.  Togoperla limbata ingår i släktet Togoperla och familjen jättebäcksländor. Inga underarter finns listade i Catalogue of Life.